# The Death of Eric Cartman
The Death of Eric Cartman is aflevering 133 (#906) van de animatieserie South Park. Deze aflevering werd in de Verenigde Staten voor het eerst uitgezonden op 13 april 2005.

## Verhaal
Om Cartman een lesje te leren, besluiten Stan, Kyle en Kenny om hem te negeren. Al snel besluiten de andere jongens dit voorbeeld te volgen. Als Eric een paar situaties en uitspraken verkeerd opvat, denkt hij dat hij dood is. Butters heeft geen weet van de negeeractie van de andere jongens en begroet Eric. Vervolgens denken ze allebei dat Cartman een geest is en Butters in staat is geesten te zien.
Om Cartman alsnog naar de hemel te laten gaan, biedt Butters iedereen namens Cartman excuses aan. Vervolgens verwacht Cartman dat hij in de hemel belandt, maar dat gebeurt niet. Vervolgens maakt Butters een lijst van al Cartmans zondes, om vervolgens de slachtoffers een fruitmand aan te bieden. Ook dit gaat fout en uit woede sloopt Cartman Butters' hele kamer met een honkbalknuppel. Als Butters' ouders dit zien, denken ze dat hun zoon gek is geworden. Na bezoek van een dokter wordt het kind overgebracht naar een psychiatrisch ziekenhuis, waar Butters een robot anaal krijgt ingebracht.
Cartman en Butters ontsnappen samen en gaan naar een vrouw die paranormaal begaafd is. Die zegt dat God Eric misschien op Aarde heeft gelaten om de mensen te helpen in een crisissituatie. Als de twee kinderen horen over een gijzeling, gaan ze erop af. Cartman, die denkt een geest en dus onzichtbaar te zijn, laat dingen bewegen om zo de criminelen af te leiden, waardoor Butters de gijzelaars kan bevrijden. Hoewel het plan niet helemaal gaat zoals bedoeld - de gijzelnemers zien Cartman immers gewoon - weten ze de gijzelaars te bevrijden. Opnieuw denkt Cartman dat hij eindelijk rust zal vinden, als plotseling Stan, Kyle en de anderen verschijnen en zeggen dat ze blij zijn dat hij echt veranderd is en weer zijn vriend willen zijn. Aan het eind van de aflevering, nadat Cartman wraak tegenover hem heeft gezworen, wordt de suggestie gewekt dat Butters waarschijnlijk opnieuw naar een kliniek wordt gebracht.